# Höri (Bodensee)

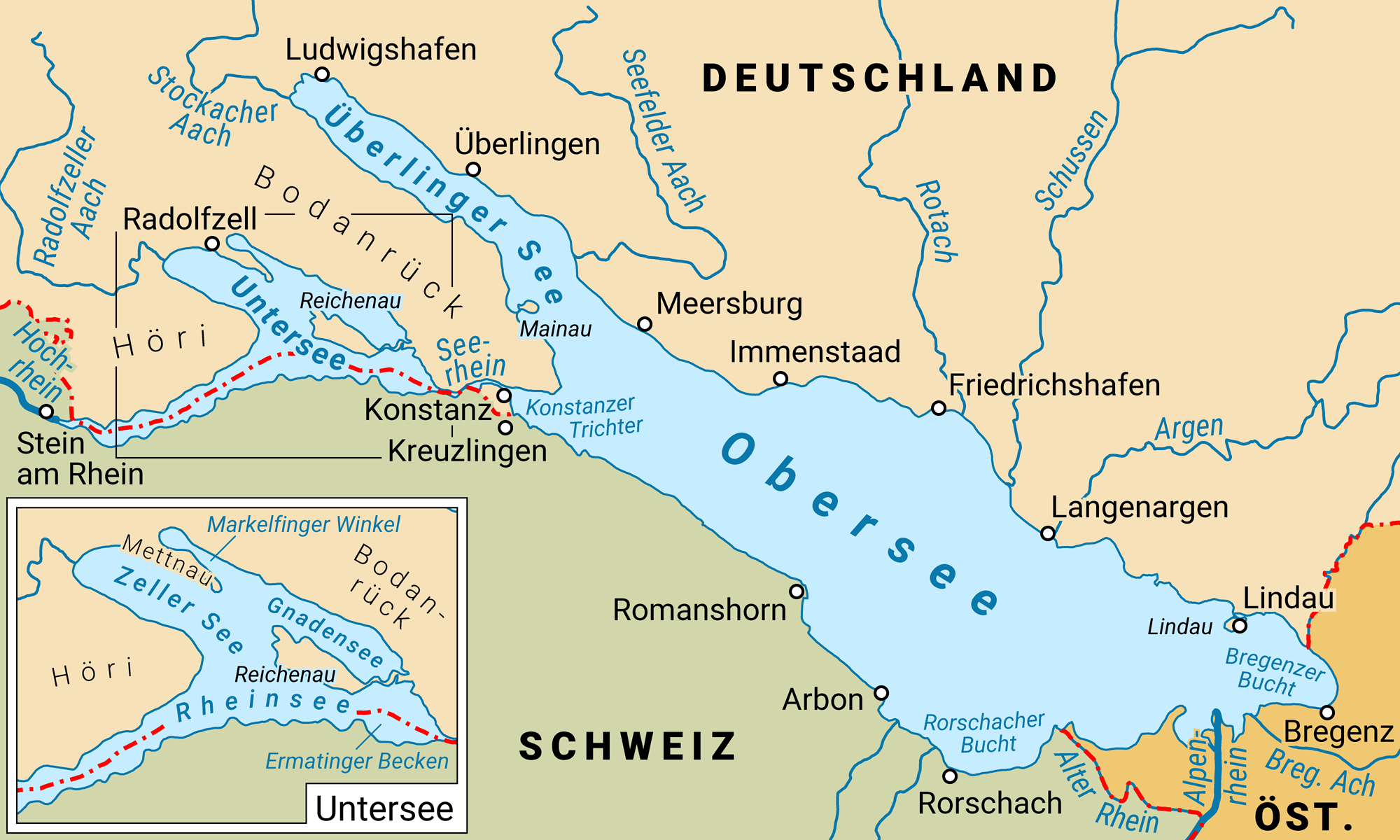
Gliederung des Bodensees

Die Höri ist eine Halbinsel im westlichen Bodensee zwischen Stein am Rhein und Radolfzell.

## Geographie
Die etwa 45 km² große Halbinsel Höri liegt im Untersee und  umfasst das nördliche Ufer des Rheinsees und das südliche Ufer des Zeller Sees mit den Gemeinden Gaienhofen, Moos und Öhningen, die den Gemeindeverwaltungsverband Höri bilden. Der zu Singen (Hohentwiel) gehörende Ortsteil Bohlingen wird ebenfalls zur Höri gezählt und als „Tor zur Höri“ bezeichnet.
Die höchste Erhebung ist mit 715,6 m ü. NHN der Schiener Berg, die niedrigste Stelle ist mit 395,11 m Höhe das Ufer des Untersees.

## Herkunft des Namens
Der Name Höri leitet sich daher, dass es sich um ein ehemals zum Bistum Konstanz gehöriges Gebiet handelt. Er wird erstmals 1155 in einer Urkunde von Kaiser Barbarossa genannt, in welcher er dem Bischof von Konstanz verschiedene Besitzungen bestätigt. Mit Höri wurden im Mittelalter häufiger geschlossene Herrschaftsgebiete bezeichnet.
Im Volksmund gibt es zur Herkunft des Namens die Erklärung, dass sich der Name aus einem wohlig erschöpften Ausspruch Gottes (in seealemannischem Dialekt) zum Abschluss der Erschaffung der Welt – und zu guter Letzt der Bodenseegegend – herleite („Jetzt hör i uff!“ - „Jetzt hör' ich auf!“).

## Künstlerkolonie
Der Schriftsteller Hermann Hesse lebte von 1904 bis 1912 in Gaienhofen. Er und Walter Kaesbach, der in Hemmenhofen wohnte, können als treibende Kraft der Künstlerszene genannt werden. Beide zogen viele weitere Künstler an und vermittelten den Ankömmlingen Unterkünfte und Ateliers. Der aus Zittau stammende Maler und Graphiker Walter Waentig erwarb im Jahr 1920 das Haus von Hesse in Gaienhofen.
Während der Zeit des Nationalsozialismus zog es viele bekannte Künstler, die von den Nationalsozialisten als „entartet“ bezeichnet wurden, auf die Halbinsel Höri, um gegebenenfalls in die nahe Schweiz flüchten zu können.
Der Begriff „Höri-Maler“ bzw. „Höri-Künstler“ entstand, wobei die Künstler weniger ein gemeinsamer Malstil verband als vielmehr die Fluchtmöglichkeit in die Schweiz. Viele namhafte Künstler, unter anderem Walter Kaesbach, Direktor der Kunstakademie Düsseldorf, Max Ackermann, Erich Heckel, Mitbegründer der Künstlergruppe Die Brücke, Otto Dix, Mitglied der Künstlervereinigung Das Junge Rheinland, Ferdinand Macketanz, Hans Sauerbruch, Curth Georg Becker, Walter Herzger, Rudolf Stuckert, Rose Marie Stuckert-Schnorrenberg, Jean Paul Schmitz, aber auch der Verleger Curt Weller fanden hier in der idyllischen Landschaft und nahe der Schweiz ein neues Zuhause. In zahlreichen ihrer Werke (Gemälde, Zeichnungen, Aquarelle) findet sich so die Uferlandschaft des Untersees und die Landschaft des angrenzenden Hegau wieder, da die Region wegen der mediterranen Prägung in Verbindung mit den markanten Vulkankegeln des Hegaus ein willkommenes und unverwechselbares Motiv bietet.
In den 1950er-Jahren fanden sich weitere Künstler ein und es etablierte sich eine neue Künstlerszene.
Auch im jungen 21. Jahrhundert leben viele Künstler in der Region, zahlreiche Ateliers prägen das Gemeindeleben in den Ortsteilen.